# Clóvis Calia
Clóvis Gaspar Calia (São Paulo, 1943 - 23 de outubro de 2014), foi um premiado publicitário brasileiro.

## Biografia
Ex-diretor nacional da multinacional publicitária Ogilvy & Mather (no Brasil tinha o nome Standard, Ogilvy & Mather), e também da McCann, quando integrou o júri do Festival de Cannes, no ano de 1989; Calia foi ganhador do Leão no Festival por dezesseis vezes.
Em 1996 fundou a Calia Assumpção, e em 2005 a agência Calia Comunicação que, mesmo dela havendo se desligado, mantém seu nome na marca.
Vitimado por uma grave doença que o deixou impossibilitado para os atos da vida civil em 2010, veio a morrer aos 71 anos. Calia foi velado no Memorial Parque Paulista, em Embu das Artes, onde foi cremado.

## Principais trabalhos e influência
Dentre as peças publicitárias que marcaram sua carreira está a da cola Araldite, de 1989, que unia duas grandes rivais de refrigerantes, aderindo duas latas - uma de Coca-Cola e outra de Pepsi - em co-autoria com os publicitários Carlos Castelo e Fernando Mesquita; a peça teve curta duração na mídia, mas ainda assim foi vencedora em Cannes.
Dentre as lições que deixou estão a de que "Não há talento sem coragem. Desconfie da coragem sem talento (...) Muita coragem e pouco talento podem arruinar um produto"; "Não existe cliente bom com propaganda ruim"; "Uma agência é resultado dos anúncios que faz. O resto é propaganda."